# 東名三好インターチェンジ
東名三好インターチェンジ（とうめいみよしインターチェンジ）は、愛知県みよし市に所在する、東名高速道路のインターチェンジ（開発インターチェンジ）である。
みよし市だけでなく、豊田市北西部や東郷町、日進市、名古屋市天白区からの利便もよい。中国自動車道にある同音の三次ICとの誤認を回避するためか、あえて「東名」の冠を付けている。
本線上に高速バスバス停（三好バスストップ）を併設している。

## 歴史
- 1968年（昭和43年）4月25日 : 岡崎IC - 小牧IC間開通。
- 1993年（平成5年）3月22日 : 開設。

## 道路
- E1 東名高速道路 (20-1番)

## 接続する道路
- 愛知県道54号豊田知立線
- 愛知県道231号米野木莇生線

## 料金所
- ブース数 : 6

### 入口
- ブース数 : 2
  - ETC専用 : 1
  - ETC/一般 : 1

### 出口
- ブース数 : 4
  - ETC専用 : 2
  - 一般 : 2（自動精算機）

## 周辺
- 愛知池運動公園
- ベイシア三好店
- DCM三好インター店
- キンブルみよし店
- みよし市立北部小学校

## 隣
E1 東名高速道路
(20)豊田IC - (20-1)東名三好IC - 東郷PA/SIC（SICは事業中） - (20-2)日進JCT - (21)名古屋IC

## 三好バスストップ

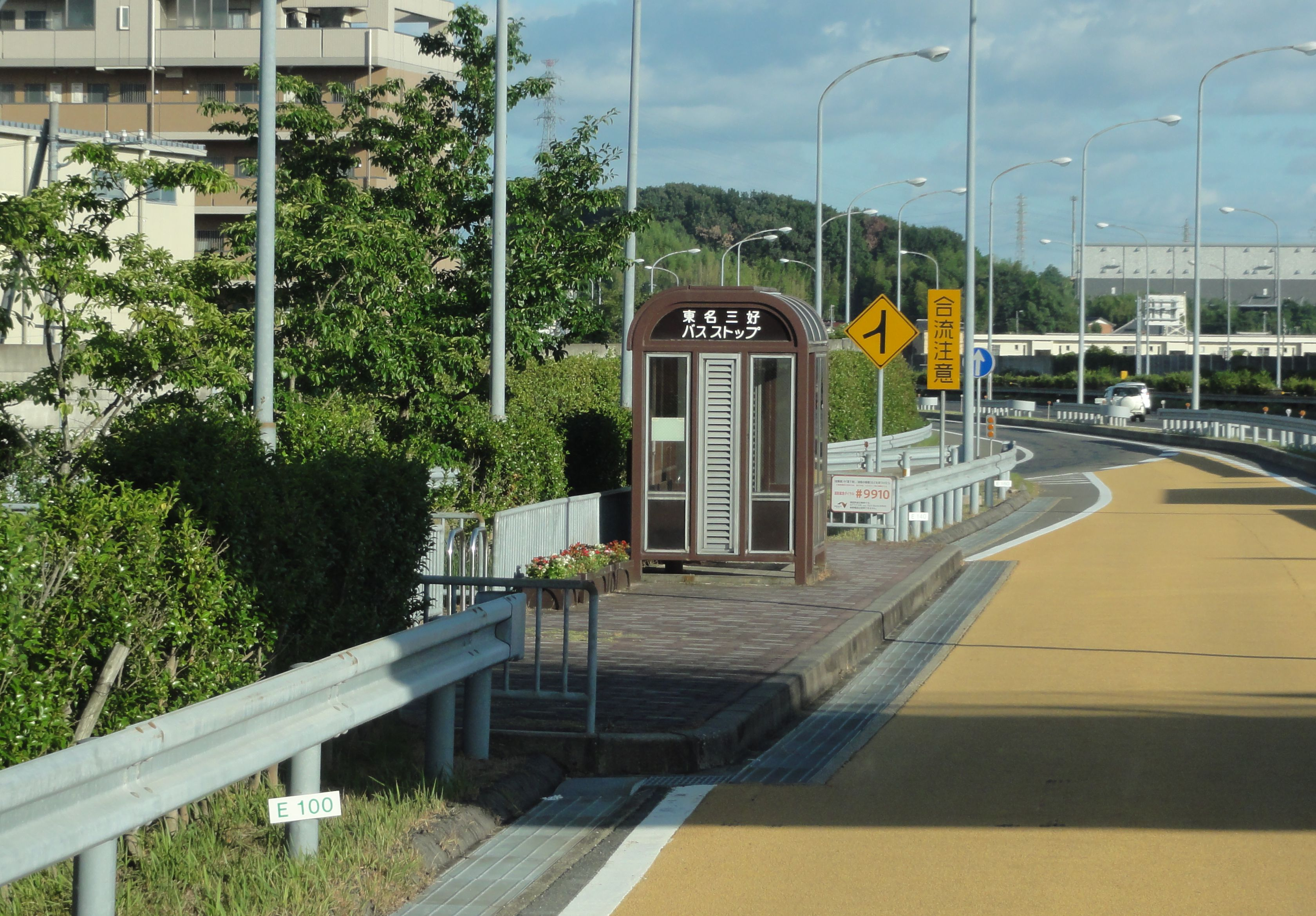
三好バスストップ

旅客案内上では、東名三好（とうめいみよし）と呼ばれる。

### 停車するバス
- 東名ハイウェイバス
  - 静岡 - 名古屋線
- 名鉄バス
  - 豊田市 - 中部国際空港間 リムジンバス

### 過去
- 名鉄バス
  - 都市間高速バス豊田線（2020年3月31日廃止）

### 乗り換え
- みよし市営バス（さんさんバス）乗合タクシー「根浦地区3」(「ベイシア三好店」停留所より乗継）
  - 「くろまつライン」
  - 「さつきライン」
- 名鉄豊田線 黒笹駅から南へ徒歩35分

### 最寄りの施設
- 名古屋大学農学研究科付属農場

### 隣接のバス停
- 東名ハイウェイバス
  - 日進BS - 三好BS - 豊田BS
- 名鉄バス
  - 豊田・空港線、豊田線（※ 豊田・空港線は、空港方面は乗車、豊田市方面は降車、豊田線は、名古屋方面は乗車、豊田方面は降車のみ利用可）
  - 日進BS - 三好BS - 豊田BS

### バスストップの外部リンク
- さんさんバス
- JR東海バス